# 9341 Gracekelly
9341 Gracekelly este o planetă minoră (asteroid) din centura de asteroizi. A fost descoperită pe 2 august 1991 la Observatorul European Austral de Eric Walter Elst și a fost numită după Grace Kelly. 
Obiectul prezintă o orbită caracterizată de o semiaxă mare de 2,5526069 UAi, o excentricitate de 0,09, o înclinație de 1,3288 ° în raport cu ecliptica.